# Koneck (gromada)
Koneck – dawna gromada, czyli najmniejsza jednostka podziału terytorialnego Polskiej Rzeczypospolitej Ludowej w latach 1954–1972.
Gromady, z gromadzkimi radami narodowymi (GRN) jako organami władzy najniższego stopnia na wsi, funkcjonowały od reformy reorganizującej administrację wiejską przeprowadzonej jesienią 1954 do momentu ich zniesienia z dniem 1 stycznia 1973, tym samym wypierając organizację gminną w latach 1954–1972.
Gromadę Koneck z siedzibą GRN w Konecku utworzono – jako jedną z 8759 gromad na obszarze Polski – w powiecie aleksandrowskim w woj. bydgoskim, na mocy uchwały nr 24/1 WRN w Bydgoszczy z dnia 5 października 1954. W skład jednostki weszły obszary dotychczasowych gromad Koneck, Chromowola, Opalanka, Pomiany, Zapustek, Młynek, Jeziorno i Spoczynek, ponadto miejscowość Święte wieś z dotychczasowej gromady Święte oraz miejscowość Helenowo z dotychczasowej gromady Żołnowo ze zniesionej gminy Koneck, a także obszar dotychczasowej gromady Kamieniec ze zniesionej gminy Bądkowo, w tymże powiecie. Dla gromady ustalono 23 członków gromadzkiej rady narodowej.
1 stycznia 1958 do gromady Koneck włączono wieś Żołnowo z gromady Łowiczek w tymże powiecie.
1 stycznia 1959 do gromady Koneck włączono wsie Ossówka, Kruszynek, Kolonia Kruszynek i Romanowo ze zniesionej gromady Ossówka w tymże powiecie.
31 grudnia 1959 do gromady Koneck włączono wieś Brzeźno ze znoszonej gromady Ostrowąs w tymże powiecie.
1 stycznia 1969 do gromady Koneck włączono sołectwa Straszewo i Zazdromin ze zniesionej gromady Straszewo w tymże powiecie.
1 stycznia 1972 do gromady Koneck włączono sołectwo Kajetanowo ze zniesionej gromady Łowiczek w tymże powiecie.
Gromada przetrwała do końca 1972 roku, czyli do kolejnej reformy gminnej. 1 stycznia 1973 w powiecie aleksandrowskim reaktywowano gminę Koneck.